# 長谷川洋子 (実業家)
長谷川 洋子（はせがわ ようこ、1925年（大正14年）11月 - ）は、日本の実業家。漫画『サザエさん』の作者である長谷川町子、長谷川町子美術館の2代目館長である長谷川毬子の実妹。

## 経歴
1925年（大正14年）、福岡市にて誕生。8歳の時に一家で上京。香蘭女学校（現在の香蘭女学校中学校・高等学校）を経て、東京女子大学国文科に入学後、洋子の母が長姉毬子を通じて洋子の作文を菊池寛に見せ、作文を見た菊池は、「大学なんかやめてボクの社に来なさい」と菊池に勧められ、大学を中退し、菊池に弟子入りし無試験で文藝春秋に入社する。入社して間もなく「肺浸潤」に罹り、文藝春秋を退職。終戦を挟み、療養生活に入る。その後、一家は福岡に疎開する。
戦後、病気が治り、体も順調に回復し、自宅近くの百道の浜に姉の町子と散歩に出るようになった。町子はここで『サザエさん』の構想を練った。その後、姉とともに姉妹社を設立して漫画『サザエさん』の出版業務に携わる。1985年（昭和60年）彩古書房を設立、2003年(平成15年）に解散するまで児童心理学の本を数多く出版する。
3姉妹で長年同じ家に住んでいたが、新居を建てることになったのを契機に姉たちから独立。洋子自身の言によると、これがきっかけとなって「姉達との間に溝ができ」、町子・毬子と絶縁状態に陥った。町子の最後の作品となった『サザエさん旅あるき』（1987年（昭和62年）『朝日新聞』に連載）にも洋子はほとんど登場しなかった。1987年（昭和62年）に三姉妹の母・貞子が死去したが、洋子も葬儀に参列したかは不明。1992年（平成4年）5月に町子が死去した際、毬子は「洋子には絶対、知らせてはならない」と部下に厳命し、見かねた部下が内密に知らせたという。そのこともあり、洋子一家は遺産相続等の一切の権利を放棄したという。この諍いの明確な原因は定かではないが、ノンフィクション作家の工藤美代子は、洋子の語る内容だけでは毬子・町子の怒りの激しさに説明がつかないこと、姉妹社の経理を洋子が担当していたことを指摘し、関係者への取材を元に「姉妹の間で財産を巡る争いが起こったのではないか」と推測している。
2012年（平成24年）に毬子が94歳で死去すると、長谷川3姉妹の唯一の存命者となった（2022年（令和4年）7月現在）。姉妹の中では唯一、子供をもうけている。

## 著書
- 『サザエさんの東京物語』（朝日出版社、2008年4月）（文春文庫、2015年3月）（電子版（底本：朝日出版社版）2015年2月）

## 家族
新聞記者の鹿島隆と結婚し、2女を儲ける。（『サザエさんの東京物語』の「長谷川家・年表」より）
- 隆子（たかこ、1955年（昭和30年） - ）
- 彩子（さいこ、1957年（昭和32年） - ）

夫は1961年（昭和36年）に35歳で死去し、母子ともに長谷川姓に復する。娘2人の名前は、漫画『サザエさんうちあけ話』にもしばしば登場している。長女・隆子は上智大学文学部フランス文学科を卒業後、ソルボンヌ大学に留学し、のちにはフランス・パリに移住し、「長谷川たかこ」の名で文筆家として活動している。著書に『パリは恋愛教科書』『ワカメちゃんのパリのふつうの生活』『ワカメちゃんがパリに住み続ける理由』がある。隆子の二人の子供のうち、娘はパリ在住のイラストレーターのカミーユ＝彩瑛・長谷川・ロワイエ(Camille = Saé Hasegawa Royer,1997- ） 。

## 長谷川洋子を演じた人物
長谷川洋子もしくは、長谷川洋子をモデルとしたキャラクターを演じた人物
- 早川里美（幼少期：平塚磨紀）- テレビドラマ「マー姉ちゃん」（役名は磯野（島村）ヨウ子）
- 木村文乃（幼少期：實方由茉）- テレビドラマ「長谷川町子物語〜サザエさんが生まれた日〜」